# Lei Federal do Brasil 6454 de 1977

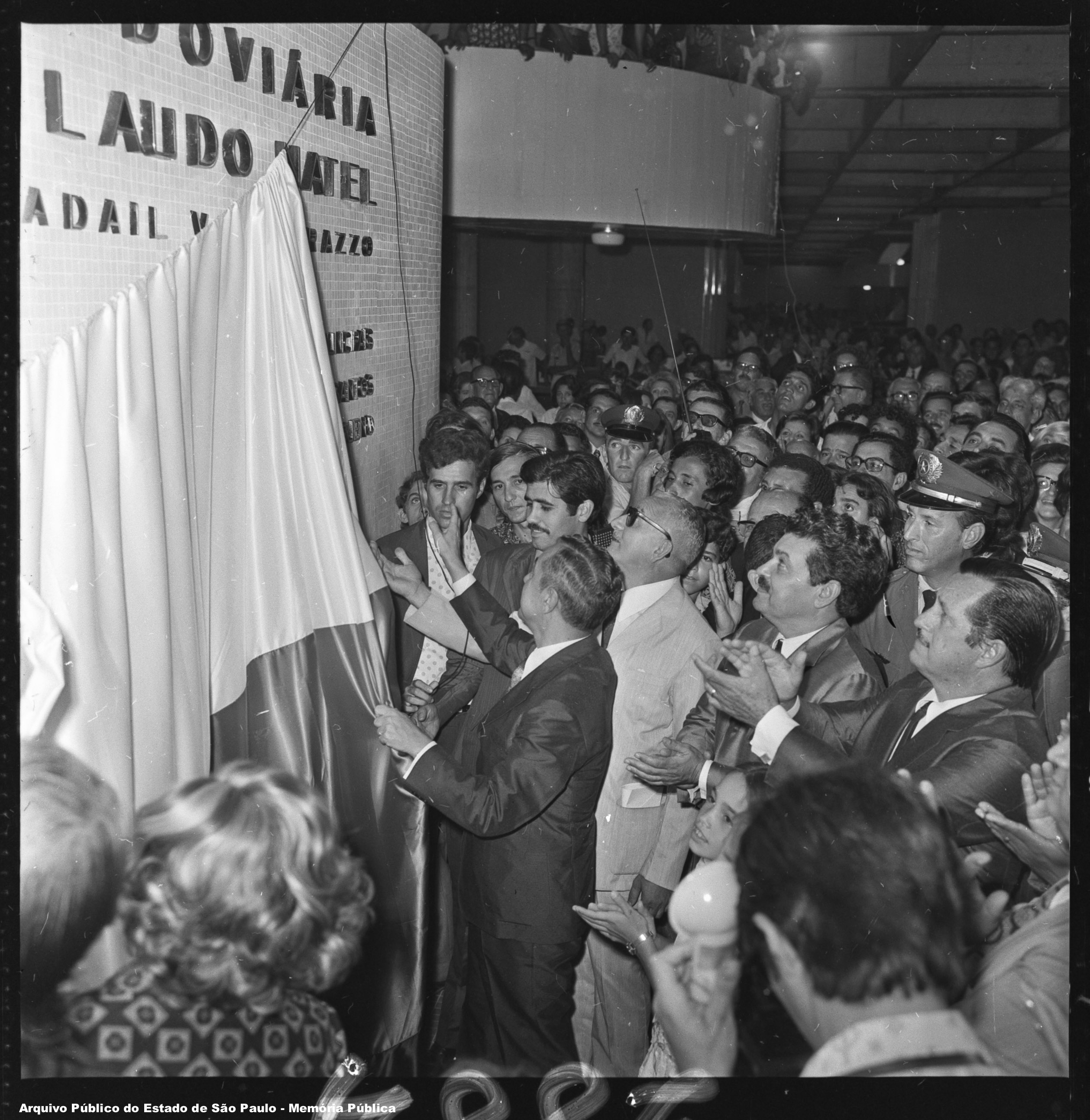
O governador Laudo Natel inaugura a Rodoviária "Laudo Natel" em São José do Rio Preto, 1973. Até então a denominação de bens e prédios públicos com o nome de pessoas vivas era permitido pela legislação brasileira.
Arquivo Público do Estado de São Paulo

A Lei Federal nº. 6.454, de 24 de outubro de 1977, é uma norma legal brasileira, em vigência, e que tem por objetivo proibir que se dê o nome de pessoas vivas a prédios ou outros bens públicos. Ela foi promulgada pelo então presidente Ernesto Geisel, sendo Ministro da Justiça o Sr. Armando Falcão.
Embora a lei fale apenas nos bens e prédios pertencentes à União Federal, é possível a sua extensão, por força de simetria, aos estados e municípios. Com a edição da atual Constituição do Brasil, a vedação de se dar nome de pessoas vivas a prédios públicos se tornou norma constitucional, uma vez que o art. 37, caput, da Carta Magna brasileira consagrou o Princípio da Impessoalidade na Administração Pública.
Em regra, a Lei Federal nº. 6.454/77 costuma ser invocada em Ações Populares[carece de fontes?] ou Ações Civis Públicas instauradas por cidadãos ou pelo Ministério Público para invalidar Decretos, Portarias e outros atos administrativos que "homenageiam" pessoas vivas com o seu nome na fachada de prédios ou logradouros públicos.
Apesar da promulgação da lei, dois municípios no Maranhão foram batizados respectivamente de Presidente Sarney e Governador Edison Lobão. Existem ações cobrando a mudança de denominação desses municípios.